# Kantoorgebouw Koninklijke Nederlandsche Gist- en Spiritusfabriek
Het Kantoorgebouw Koninklijke Nederlandsche Gist- en Spiritusfabriek is een bouwwerk en rijksmonument in de plaats Delft, in de Nederlandse provincie Zuid-Holland. Het pand, aan de Wateringseweg 1, werd in 1905 gebouwd en werd ontworpen door de Amsterdamse architecten Karel Muller en Bastiaan Schelling. Het gebouw was het hoofdkantoor van de Koninklijke Nederlandsche Gist- en Spiritusfabriek, een voormalig chemie- en farmaceutisch bedrijf.